# Ibn Wasil
Ibn Wasil (Hama, 20 aprile 1208 – Hama, 1301) è stato un teologo e storico arabo siriano.
Fu  cortigiano e diplomatico degli Ayyubidi e dei loro successori, i Mamelucchi e ambasciatore siriano alla corte di Manfredi di Sicilia, presso il Castello di Barletta 
Scrisse anche opere di poesia, medicina e astronomia.

## Storia
Abū Abd Allāh Jamāl al-Dīn Muḥammad ibn Sālim ibn Naṣr Allāh ibn Sālim ibn Wāṣil, comunemente noto  come Ibn Wāṣil, nacque a Ḥamā il 20 aprile 1208. Suo padre era il qāḍī (giudice) di Ḥamā e in seguito al-Maʿarra, e lavorò come mudarris (insegnante) presso la scuola conosciuta come Nāṣiriyya presso la Porta d'Oro a Gerusalemme.
Studiò sotto la guida di suo padre e quando quest'ultimo si assentò per l'Ḥajj dal 1227 al 1229, lo sostituì in numerose attività alla Nāṣiriyya.
Fu testimone dell'assedio di Damasco nella primavera del 1229.
Nel 1230–1231, studiò a Damasco e ad Aleppo, dove fu istruito da Ibn Shaddād. La sua principale educazione fu di tipo religioso.  Studiò fiqh (giurisprudenza) e ḥadīth (tradizione), ed emise pareri come muftī.
Nel 1232, Ibn Wāṣil si unì alla corte di al-Nāṣir Dāʾūd, emiro di Karak.  
Lì studiò sotto Shams al-Dīn al-Khusrūshāhī. Nel 1234, si unì alla corte di al-Muẓaffar II, emiro di Ḥamā, che gli ordinò di aiutare ʿAlam al-Dīn Qayṣar nella costruzione di un osservatorio astronomico e di un astrolabio.
Nel 1236, tornò a Damasco, governata dall'emiro Ḥusām al-Dīn ibn Abī ʿAlī, che divenne il suo  padrino.
Tra il 1243 e 1244, Ibn Wāṣil viaggiò con un suo parente Ibn Abi ʾl-Dam prima a Baghdad e da lì al Cairo. In Egitto, studiò sotto gli insegnamenti del medico Ibn al-Nafīs.
Nel 1252, eseguì l'Ḥajj in compagnia di Ḥusām al-Dīn ibn Abī ʿAlī. Tornò al Cairo. 
Nell'agosto del 1261, fu inviato dal sultano Baybars in un'ambasciata presso il re Manfredi di Sicilia e li incontrò Manfredi a Barletta. 
Nel 1264 o 1265, tornò a Ḥamā, dove fu nominato capo qāḍī. Passò la maggior parte del suo tempo a scrivere. Perse la vista e morì all'età di 93 anni secondo il calendario islamico.

## Opere
Ibn Wāṣil scrisse in arabo quattro opere di logica, di cui solo due sono sopravvissute; quattro opere di storia; due opere di poesia; e opere di teologia filosofica, astronomia e medicina, le ultime due sono perdute.
Ibn Wāṣil apparteneva alla scuola di logica "occidentale" associata a Fakhr al-Dīn al-Rāzī. Nella sua opera contro la logica, Ibn Taymiyya si riferì a Ibn Wāṣil come di un "filosofo di spicco". Le sue opere sulla logica includono due commenti all'opera del logico egiziano al-Khūnajī. Il commento all'al-Jumal fiʾl-manṭiq ('La somma della logica') di al-Khūnajī fu la sua opera logica più popolare e sopravvive in quattro manoscritti, tra cui tre recanti le date AH 680 (1281 d.C.), 738 (1337–1338) e 746 (1345). L'altro commentario su al-Khūnajī non è sopravvissuto

### Il Trattatto Imperiale

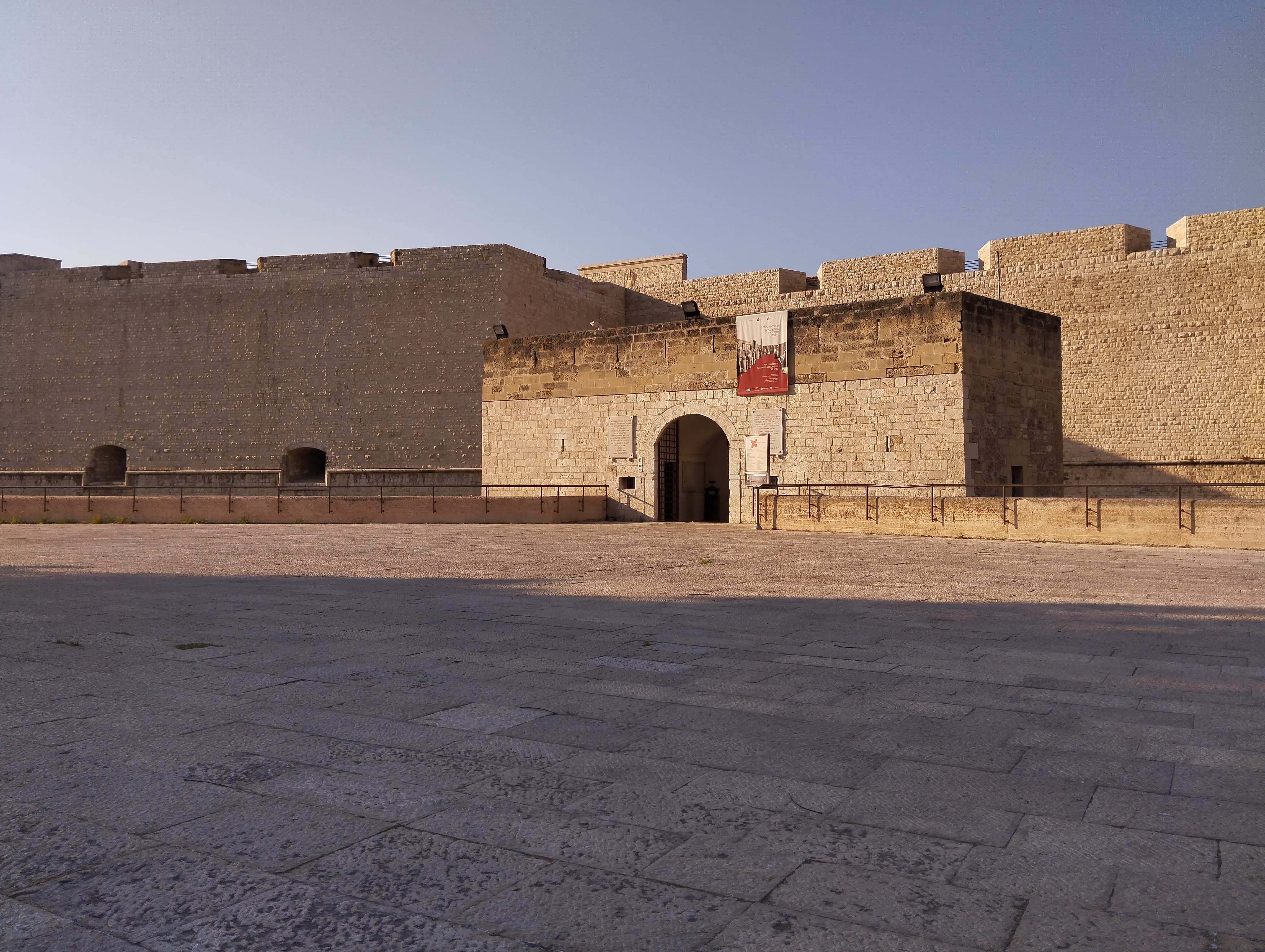
Il Castello di Barletta,luogo in cui dimorò Ibn Wasil durante la sua permanenza alla corte di Manfredi di Sicilia

Ibn Wāṣil scrisse anche un trattato di logica, al-Risāla al-anbrūriyya per il re Manfredi di Sicilia, da li appunto definito "imperiale"
Di questo trattato sopravvive una sola copia in un manoscritto datato 1281 con il titolo "Nukhbat al-fikar fī tathqīf al-naẓar".